# Augusti 2008
| Augusti 2008 |
| Månader under 2008: Januari · Februari · Mars · April · Maj · Juni · Juli · Augusti · September · Oktober · November · December ← December 2007 · Januari 2009 → |

## Händelser
- Krig utbryter i Georgien. (1 augusti)
- En solförmörkelse är synlig i Kanada, Europa och västra Asien.[1](1 augusti)
- Ryssland invaderar Georgien sedan strider utbrutit mellan Georgien och utbrytarrepubliken Sydossetien. (8 augusti)
- Olympiska sommarspelen 2008 avgörs i Peking i Kina. (8-24 augusti)
- En månförmörkelse är synlig i större delar av Europa. (16 augusti)
- En allvarlig flygolycka inträffar i Spaniens huvudstad Madrid, med omkring 150 dödsoffer. (20 augusti)
- På det demokratiska partiets partikonvent i Denver, Colorado och utses Barack Obama till presidentkandidat och Joe Biden till vicepresidentkandidat inför presidentvalet i USA. (25-29 augusti)
- För första gången i historien är Nordost- och Nordvästpassagen i Arktis samtidig fri av is. (27 augusti)
- Det förekommer oroligheter i Thailand igen, bland annat blockeras flygplatsen i Bangkok och gör det omöjligt att både komma till och från flygplatsen.
- Republikanernas presidentkandidat John McCain utser Sarah Palin till sin vice-presidentkandidat.

### Fotnoter
1. ↑  ”Your pictures: solar eclipse” (på engelska). BBC. 1 augusti 2008. http://news.bbc.co.uk/2/hi/in_pictures/7537136.stm. Läst 11 september 2016.